# Изображение
Изображение — визуальное представление какого-либо объекта. Изображение может быть двумерным, например, рисунок, картина или фотография, или трёхмерным, например, барельеф или скульптура. Изображения могут отображаться с помощью других носителей, включая проекцию на поверхность (например: экран), активацию электронных сигналов или цифровых дисплеев; они также могут быть воспроизведены с помощью механических средств, таких как фотография, печать или копирование. Изображения также могут быть анимированы с помощью цифровых или физических процессов.
В контексте обработки сигнала изображение представляет собой распределённую амплитуду цвета(ов). В оптике термин изображение (или оптическое изображение) относится конкретно к воспроизведению объекта, сформированного световыми волнами, исходящими от объекта.
Ментальное изображение (образ) существует в сознании человека как нечто, что он помнит или воображает. Субъект изображения не обязательно должен быть реальным; это может быть абстрактное понятие, такое как график или функция, или воображаемая сущность. Однако для того, чтобы ментальный образ был понят вне сознания человека, должен быть способ передачи этого ментального образа посредством слов или визуальных произведений субъекта.